# Башня Америк
Башня Америк (англ. Tower of the Americas) — смотровая башня в городе Сан-Антонио (Техас, США), построенная в 1966—1968 годах. Высота башни с антенной — 229 м (750 футов), высота крыши — 190 м (622 фута). 

## История и архитектура
Башня Америк была построена ко Всемирной выставке 1968 года (HemisFair '68), которая проходила в Сан-Антонио с апреля по октябрь 1968 года. 
Строительство башни началось в 1966 году и продолжалось около полутора лет. Автором проекта был архитектор из Сан-Антонио О’Нил Форд. В процессе работы над проектом им же был предложен альтернативный дизайн башни, который существенно отличался от окончательного. 
Средства для возведения башни (5,5 миллионов долларов) были выделены городскими властями Сан-Антонио. Одной из особенностей строительства башни был метод, которым была поднята наверх её часть, включающая ресторан и площадку для наблюдения. 635-тонная конструкция была собрана на земле, а затем постепенно поднята на требуемый уровень с помощью 24 стальных канатов. Процесс подъёма занял 20 дней.
Название «Башня Америк» (Tower of the Americas) было выбрано в результате конкурса. Среди других предложенных вариантов были Хемиспайр (Hemispire), Хемистауэр (Hemistower), Астрошафт (Astroshaft), Астроспайр (Astrospire), Астротауэр (Astrotower), Стратоспайр (Stratospire), Шпиль Америк (Spire of the Americas) и Башня мира (Tower of Peace).
Башня Америк является самым высоким зданием в Сан-Антонио, а также самым высоким зданием Техаса за пределами Хьюстона и Далласа. На момент завершения строительства в 1968 году Башня Америк была самой высокой смотровой башней в США, и сохраняла это лидерство до 1996 года, когда была построена башня «Стратосфера Лас-Вегас».
Вес башни составляет 80 миллионов фунтов (около 36 000 тонн). Лестница, по которой можно подняться до верхнего уровня башни, включает в себя 952 ступеньки. Диаметр бетонной шахты — 45 футов (13,7 м). Три лифта могут перевозить до 1950 пассажиров в час, подъём длится 43 секунды. 
На верхних этажах, на которые можно подняться на лифте, находятся две площадки для наблюдения, а также ресторан Chart House, входящий в сеть Landry's Seafood. Ресторан вращается вокруг оси башни, делая полный оборот за один час.